# Pikku-Timonen
Pikku-Timonen eller Pieni Timojärvi är en sjö i Finland. Den ligger i kommunen Utajärvi i landskapet Norra Österbotten, i den centrala delen av landet, 500 km norr om huvudstaden Helsingfors. Pikku-Timonen ligger 122 meter över havet. Arean är 63,3 hektar och strandlinjen är 3,71 kilometer lång. Sjön  ingår i Kiminge älvs huvudavrinningsområde. 